# كريس (لاعب كرة قدم)
كريس (بالبرتغالية: Cristiano Lima da Silva‏) (1 أكتوبر 1979 بأوساسكو في البرازيل - ) هو لاعب كرة قدم برازيلي في مركز الدفاع. لعب مع نادي بالميراس ونادي كريسيوما.

## وصلات خارجية
- كريس على موقع قاعدة بيانات كرة القدم.إي يو (الإنجليزية)
- كريس على موقع Soccerway.com (الإنجليزية)